# Bóng nước tại Đại hội Thể thao châu Á 2022 – Nam
Giải đấu nam của nội dung Bóng nước tại Đại hội Thể thao châu Á 2022 tại Hàng Châu, Trung Quốc, được tổ chức từ ngày 2 đến ngày 7 tháng 10 năm 2023 tại Trung tâm Bơi lội & Lặn - Trung tâm Thể thao Hoàng Long. Đại hội Thể thao châu Á sẽ đóng vai trò là giải đấu vòng loại khu vực châu Á cho Thế vận hội Mùa hè 2024 ở Paris.

## Đội hình thi đấu
| Trung Quốc | Hồng Kông | Iran | Nhật Bản |
| --- | --- | --- | --- |
| - Chen Rui - Chen Yimin - Chen Zhongxian - Chu Chenghao - Hu Zhangxin - Liang Zhiwei - Liu Yu - Peng Jiahao - Tan Feihu - Wu Honghui - Xie Zekai - Zhang Chufeng - Zhang Jinpeng                                                           | - Yim Wai Ho - Wong Ting Hang - Fung Kong Chun - Fung Kong Ching - Ip Chun Hong - Lau Hok Yue - Ko Ho Wai - Cheng Hei Man - Ku Yat Wa - Choi Hin Kit Gilman - Cheng Siu Yuen - Cheng Hei Chun - Kong Cheuk Kiu | - Hamed Karimi - Mahdi Daeetaghi - Amir Hossein Rahbar - Mahdi Barzegarisharifabad - Amirreza Jalilpour - Khashayar Ghareh Ziaaldini - Peyman Asadi Aghajari - Mehdi Yazdankhah - Sohei Rostamian - Amin Ghavidehajiagha - Arshia Almasi - Alireza Mehrikohneshahri - Amirata Khazaei | - Seiya Adachi - Atsushi Arai - Kenta Araki - Kiyomu Date - Yusuke Inaba - Towa Nishimura - Ikkei Nitta - Daichi Ogihara - Keigo Okawa - Toi Suzuki - Mitsuru Takata - Katsuyuki Tanamura - Taiyo Watanabe                                                                           |
| Kazakhstan | Hàn Quốc | Singapore | Thái Lan |
| - Ruslan Akhmetov - Danil Artyukh - Temirlan Balfanbayev - Yegor Beloussov - Dušan Marković - Daniil Matolinets - Mikhail Ruday - Murat Shakenov - Alexey Shmider - Sultan Shonzhigitov - Eduard Tsoy - Rustam Ukumanov - Srđan Vuksanović | - Jung Byeong-young - Kim Ho-jun - Lee Chang-hun - Kwon Tae-woo - Gwon Dae-yong - Jeon Gi-jae - Kim Sung-hoon - Lee Yong-seok - Han Hyo-min - Yong Woo-seok - Kim Chan-soo - Kang Min-soo - Lee Si-deok        | - Darren Lee Jit An - Loh Zhi Zhi - Chow Jing Lun - Derek Chan Wen Kai - Cayden Loh Dejun - Paul Louis Tan Jwee Ann - Dominic Chan Bo Xun - Ang An Jun - Yu Junjie - Lee Cheng-Kang - Yip Yang - Koh Jian Ying - Lee Kai Yang                                                         | - Chanoknan Kaewmanee - Suteenan Kaewmanee - Kananon Kuntawong - Phatsakorn Maneejohn - Kittikorn Kongboonkerd - Kreerati Pimpapak - Pokpong Morksang - Pannatorn Khaekram - Apiruk Chaimongkol - Pattanit Chompoosang - Peerawat Chairit - Chanon Khramyoo - Sutthiyarn Pongprayoon |

## Vòng sơ loại
Tất cả cá giờ đều là Giờ chuẩn Trung Quốc (UTC+08:00)

### Bảng A
| VT | Đội            | Tr | T | TPĐ | BPĐ | B | BT | BB | BHS | Đ | Giành quyền tham dự |
| -- | -------------- | -- | - | --- | --- | - | -- | -- | --- | - | ------------------- |
| 1  | Trung Quốc (H) | 3  | 3 | 0   | 0   | 0 | 57 | 23 | +34 | 9 | Tứ kết              |
| 2  | Iran           | 3  | 2 | 0   | 0   | 1 | 48 | 26 | +22 | 6 | Tứ kết              |
| 3  | Hàn Quốc       | 3  | 1 | 0   | 0   | 2 | 35 | 37 | −2  | 3 | Tứ kết              |
| 4  | Thái Lan       | 3  | 0 | 0   | 0   | 3 | 22 | 76 | −54 | 0 | Tứ kết              |

| 2 tháng 10 19:00 | Báo cáo | Thái Lan                             | 8–27          | Trung Quốc     | Trung tâm Bơi lội & Lặn - Trung tâm Thể thao Hoàng Long, Hàng Châu Trọng tài: Ivan Raković (SRB) Tigran Simonyan (HKG) |
| 2 tháng 10 19:00 | Báo cáo | Điểm số theo 15p: 1–6, 4–9, 1–7, 2–5 |               |                | Trung tâm Bơi lội & Lặn - Trung tâm Thể thao Hoàng Long, Hàng Châu Trọng tài: Ivan Raković (SRB) Tigran Simonyan (HKG) |
| 2 tháng 10 19:00 | Báo cáo | three players 2                      | Tỷ lệ ghi bàn | Hu, Zhang C. 5 | Trung tâm Bơi lội & Lặn - Trung tâm Thể thao Hoàng Long, Hàng Châu Trọng tài: Ivan Raković (SRB) Tigran Simonyan (HKG) |

| 2 tháng 10 20:30 | Báo cáo | Hàn Quốc                             | 4–15          | Iran         | Trung tâm Bơi lội & Lặn - Trung tâm Thể thao Hoàng Long, Hàng Châu Trọng tài: Kazuzo Moribayashi (JPN) Cheng Beng Guan (SGP) |
| 2 tháng 10 20:30 | Báo cáo | Điểm số theo 15p: 2–4, 1–4, 1–4, 0–3 |               |              | Trung tâm Bơi lội & Lặn - Trung tâm Thể thao Hoàng Long, Hàng Châu Trọng tài: Kazuzo Moribayashi (JPN) Cheng Beng Guan (SGP) |
| 2 tháng 10 20:30 | Báo cáo | Lee C. 2                             | Tỷ lệ ghi bàn | Yazdankhah 6 | Trung tâm Bơi lội & Lặn - Trung tâm Thể thao Hoàng Long, Hàng Châu Trọng tài: Kazuzo Moribayashi (JPN) Cheng Beng Guan (SGP) |

| 3 tháng 10 15:00 | Báo cáo | Thái Lan                             | 7–26          | Iran          | Trung tâm Bơi lội & Lặn - Trung tâm Thể thao Hoàng Long, Hàng Châu Trọng tài: David Gómez (ESP) Viktor Salnichenko (KAZ) |
| 3 tháng 10 15:00 | Báo cáo | Điểm số theo 15p: 2–8, 1–5, 1–6, 3–7 |               |               | Trung tâm Bơi lội & Lặn - Trung tâm Thể thao Hoàng Long, Hàng Châu Trọng tài: David Gómez (ESP) Viktor Salnichenko (KAZ) |
| 3 tháng 10 15:00 | Báo cáo | Pimpapak 3                           | Tỷ lệ ghi bàn | six players 3 | Trung tâm Bơi lội & Lặn - Trung tâm Thể thao Hoàng Long, Hàng Châu Trọng tài: David Gómez (ESP) Viktor Salnichenko (KAZ) |

| 3 tháng 10 19:00 | Báo cáo | Hàn Quốc                             | 8–15          | Trung Quốc | Trung tâm Bơi lội & Lặn - Trung tâm Thể thao Hoàng Long, Hàng Châu Trọng tài: Kazuzo Moribayashi (JPN) Tigran Simonyan (HKG) |
| 3 tháng 10 19:00 | Báo cáo | Điểm số theo 15p: 0–2, 1–4, 3–4, 4–5 |               |            | Trung tâm Bơi lội & Lặn - Trung tâm Thể thao Hoàng Long, Hàng Châu Trọng tài: Kazuzo Moribayashi (JPN) Tigran Simonyan (HKG) |
| 3 tháng 10 19:00 | Báo cáo | Jeon, Kwon 2                         | Tỷ lệ ghi bàn | Zhang C. 5 | Trung tâm Bơi lội & Lặn - Trung tâm Thể thao Hoàng Long, Hàng Châu Trọng tài: Kazuzo Moribayashi (JPN) Tigran Simonyan (HKG) |

| 4 tháng 10 16:30 | Báo cáo | Thái Lan                             | 7–23          | Hàn Quốc     | Trung tâm Bơi lội & Lặn - Trung tâm Thể thao Hoàng Long, Hàng Châu |
| 4 tháng 10 16:30 | Báo cáo | Điểm số theo 15p: 2–5, 1–7, 3–3, 1–8 |               |              | Trung tâm Bơi lội & Lặn - Trung tâm Thể thao Hoàng Long, Hàng Châu |
| 4 tháng 10 16:30 | Báo cáo | Kaewmanee, Pimpapak 2                | Tỷ lệ ghi bàn | Gwon, Kang 4 | Trung tâm Bơi lội & Lặn - Trung tâm Thể thao Hoàng Long, Hàng Châu |

| 4 tháng 10 19:00 | Báo cáo | Trung Quốc                           | 15–7          | Iran     | Trung tâm Bơi lội & Lặn - Trung tâm Thể thao Hoàng Long, Hàng Châu |
| 4 tháng 10 19:00 | Báo cáo | Điểm số theo 15p: 3–4, 6–2, 2–1, 4–0 |               |          | Trung tâm Bơi lội & Lặn - Trung tâm Thể thao Hoàng Long, Hàng Châu |
| 4 tháng 10 19:00 | Báo cáo | Chen Z. 6                            | Tỷ lệ ghi bàn | Almasi 3 | Trung tâm Bơi lội & Lặn - Trung tâm Thể thao Hoàng Long, Hàng Châu |

### Bảng B
| VT | Đội        | Tr | T | TPĐ | BPĐ | B | BT | BB | BHS | Đ | Giành quyền tham dự |
| -- | ---------- | -- | - | --- | --- | - | -- | -- | --- | - | ------------------- |
| 1  | Nhật Bản   | 3  | 3 | 0   | 0   | 0 | 70 | 24 | +46 | 9 | Tứ kết              |
| 2  | Kazakhstan | 3  | 2 | 0   | 0   | 1 | 60 | 23 | +37 | 6 | Tứ kết              |
| 3  | Singapore  | 3  | 1 | 0   | 0   | 2 | 20 | 58 | −38 | 3 | Tứ kết              |
| 4  | Hồng Kông  | 3  | 0 | 0   | 0   | 3 | 18 | 63 | −45 | 0 | Tứ kết              |

| 2 tháng 10 15:00 | Báo cáo | Kazakhstan                           | 25–4          | Hồng Kông      | Trung tâm Bơi lội & Lặn - Trung tâm Thể thao Hoàng Long, Hàng Châu Trọng tài: Shahriar Assarzadegan (IRI) Kanit Sonthipakdee (THA) |
| 2 tháng 10 15:00 | Báo cáo | Điểm số theo 15p: 6–2, 7–0, 9–1, 3–1 |               |                | Trung tâm Bơi lội & Lặn - Trung tâm Thể thao Hoàng Long, Hàng Châu Trọng tài: Shahriar Assarzadegan (IRI) Kanit Sonthipakdee (THA) |
| 2 tháng 10 15:00 | Báo cáo | Ruday 6                              | Tỷ lệ ghi bàn | four players 1 | Trung tâm Bơi lội & Lặn - Trung tâm Thể thao Hoàng Long, Hàng Châu Trọng tài: Shahriar Assarzadegan (IRI) Kanit Sonthipakdee (THA) |

| 2 tháng 10 16:30 | Báo cáo | Singapore                            | 5–28          | Nhật Bản        | Trung tâm Bơi lội & Lặn - Trung tâm Thể thao Hoàng Long, Hàng Châu Trọng tài: Zhang Liang (CHN) Han Soo-chan (KOR) |
| 2 tháng 10 16:30 | Báo cáo | Điểm số theo 15p: 1–6, 0–7, 3–8, 1–7 |               |                 | Trung tâm Bơi lội & Lặn - Trung tâm Thể thao Hoàng Long, Hàng Châu Trọng tài: Zhang Liang (CHN) Han Soo-chan (KOR) |
| 2 tháng 10 16:30 | Báo cáo | Chan 2                               | Tỷ lệ ghi bàn | three players 4 | Trung tâm Bơi lội & Lặn - Trung tâm Thể thao Hoàng Long, Hàng Châu Trọng tài: Zhang Liang (CHN) Han Soo-chan (KOR) |

| 3 tháng 10 16:30 | Báo cáo | Kazakhstan                           | 13–15         | Nhật Bản | Trung tâm Bơi lội & Lặn - Trung tâm Thể thao Hoàng Long, Hàng Châu Trọng tài: Georgios Stavridis (GRE) Germán Moller (ARG) |
| 3 tháng 10 16:30 | Báo cáo | Điểm số theo 15p: 3–4, 2–4, 4–4, 4–3 |               |          | Trung tâm Bơi lội & Lặn - Trung tâm Thể thao Hoàng Long, Hàng Châu Trọng tài: Georgios Stavridis (GRE) Germán Moller (ARG) |
| 3 tháng 10 16:30 | Báo cáo | Vuksanović 3                         | Tỷ lệ ghi bàn | Inaba 6  | Trung tâm Bơi lội & Lặn - Trung tâm Thể thao Hoàng Long, Hàng Châu Trọng tài: Georgios Stavridis (GRE) Germán Moller (ARG) |

| 3 tháng 10 20:30 | Báo cáo | Singapore                            | 11–8          | Hồng Kông  | Trung tâm Bơi lội & Lặn - Trung tâm Thể thao Hoàng Long, Hàng Châu Trọng tài: Ivan Raković (SRB) Shahriar Assazedegan (IRI) |
| 3 tháng 10 20:30 | Báo cáo | Điểm số theo 15p: 1–4, 3–2, 5–2, 2–0 |               |            | Trung tâm Bơi lội & Lặn - Trung tâm Thể thao Hoàng Long, Hàng Châu Trọng tài: Ivan Raković (SRB) Shahriar Assazedegan (IRI) |
| 3 tháng 10 20:30 | Báo cáo | Koh 3                                | Tỷ lệ ghi bàn | Cheng HM 3 | Trung tâm Bơi lội & Lặn - Trung tâm Thể thao Hoàng Long, Hàng Châu Trọng tài: Ivan Raković (SRB) Shahriar Assazedegan (IRI) |

| 4 tháng 10 15:00 | Báo cáo | Kazakhstan                           | 22–4          | Singapore      | Trung tâm Bơi lội & Lặn - Trung tâm Thể thao Hoàng Long, Hàng Châu |
| 4 tháng 10 15:00 | Báo cáo | Điểm số theo 15p: 5–1, 6–1, 6–0, 5–2 |               |                | Trung tâm Bơi lội & Lặn - Trung tâm Thể thao Hoàng Long, Hàng Châu |
| 4 tháng 10 15:00 | Báo cáo | three players 4                      | Tỷ lệ ghi bàn | four players 1 | Trung tâm Bơi lội & Lặn - Trung tâm Thể thao Hoàng Long, Hàng Châu |

| 4 tháng 10 20:30 | Báo cáo | Hồng Kông                            | 6–27          | Nhật Bản   | Trung tâm Bơi lội & Lặn - Trung tâm Thể thao Hoàng Long, Hàng Châu |
| 4 tháng 10 20:30 | Báo cáo | Điểm số theo 15p: 2–6, 1–8, 2–7, 1–6 |               |            | Trung tâm Bơi lội & Lặn - Trung tâm Thể thao Hoàng Long, Hàng Châu |
| 4 tháng 10 20:30 | Báo cáo | Cheng, Fung 2                        | Tỷ lệ ghi bàn | Watanabe 7 | Trung tâm Bơi lội & Lặn - Trung tâm Thể thao Hoàng Long, Hàng Châu |

## Vòng chung kết

### Sơ đồ
|  | Tứ kết           | Tứ kết           |            |    | Bán kết               | Bán kết               |  |  | Tranh huy chương vàng | Tranh huy chương vàng |
|  |                  |                  |            |    |                       |                       |  |  |                       |                       |
|  | 5 tháng 10       |                  |            |    |                       |                       |  |  |                       |                       |
|  |                  |                  |            |    |                       |                       |  |  |                       |                       |
|  | Iran             | 13               |            |    |                       |                       |  |  |                       |                       |
|  | Iran             | 13               | 6 tháng 10 |    |                       |                       |  |  |                       |                       |
|  | Singapore        | 6                |            |    |                       |                       |  |  |                       |                       |
|  | Singapore        | 6                | Iran       | 11 |                       |                       |  |  |                       |                       |
|  | 5 tháng 10       |                  | Iran       | 11 |                       |                       |  |  |                       |                       |
|  |                  | Nhật Bản         | 18         |    |                       |                       |  |  |                       |                       |
|  | Thái Lan         | Nhật Bản         | 18         | 2  |                       |                       |  |  |                       |                       |
|  | Thái Lan         |                  | 7 tháng 10 | 2  |                       |                       |  |  |                       |                       |
|  | Nhật Bản         | 23               |            |    |                       |                       |  |  |                       |                       |
|  | Nhật Bản         | 23               | Nhật Bản   | 11 |                       |                       |  |  |                       |                       |
|  | 5 tháng 10       |                  | Nhật Bản   | 11 |                       |                       |  |  |                       |                       |
|  |                  | Trung Quốc       | 7          |    |                       |                       |  |  |                       |                       |
|  | Hàn Quốc         | Trung Quốc       | 7          | 8  |                       |                       |  |  |                       |                       |
|  | Hàn Quốc         | 6 tháng 10       |            | 8  |                       |                       |  |  |                       |                       |
|  | Kazakhstan       | 15               |            |    |                       |                       |  |  |                       |                       |
|  | Kazakhstan       | 15               | Kazakhstan | 13 |                       |                       |  |  |                       |                       |
|  | 5 tháng 10       |                  | Kazakhstan | 13 |                       |                       |  |  |                       |                       |
|  |                  | Trung Quốc (PSO) | 14         |    | Tranh huy chương đồng | Tranh huy chương đồng |  |  |                       |                       |
|  | Trung Quốc       | Trung Quốc (PSO) | 14         | 23 | Tranh huy chương đồng | Tranh huy chương đồng |  |  |                       |                       |
|  | Trung Quốc       |                  | 7 tháng 10 | 23 |                       |                       |  |  |                       |                       |
|  | Hồng Kông        | 3                |            |    |                       |                       |  |  |                       |                       |
|  | Hồng Kông        | 3                | Iran       | 9  |                       |                       |  |  |                       |                       |
|  |                  |                  |            |    |                       |                       |  |  |                       |                       |
|  | Kazakhstan (PSO) | 10               |            |    |                       |                       |  |  |                       |                       |
|  | Kazakhstan (PSO) | 10               |            |    |                       |                       |  |  |                       |                       |

|  | Bán kết hạng 5–8 | Bán kết hạng 5–8 |                     |    | Trận tranh hạng năm | Trận tranh hạng năm |
|  |                  |                  |                     |    |                     |                     |
|  | 6 tháng 10       |                  |                     |    |                     |                     |
|  |                  |                  |                     |    |                     |                     |
|  | Singapore        | 9                |                     |    |                     |                     |
|  | Singapore        | 9                | 7 tháng 10          |    |                     |                     |
|  | Thái Lan         | 6                |                     |    |                     |                     |
|  | Thái Lan         | 6                | Singapore           | 10 |                     |                     |
|  | 6 tháng 10       |                  | Singapore           | 10 |                     |                     |
|  |                  | Hàn Quốc         | 8                   |    |                     |                     |
|  | Hàn Quốc         | Hàn Quốc         | 8                   | 15 |                     |                     |
|  | Hàn Quốc         |                  |                     | 15 |                     |                     |
|  | Hồng Kông        | 11               |                     |    |                     |                     |
|  | Hồng Kông        | 11               | Trận tranh hạng bảy |    |                     |                     |
|  |                  |                  |                     |    |                     |                     |
|  | 7 tháng 10       |                  |                     |    |                     |                     |
|  |                  |                  |                     |    |                     |                     |
|  | Thái Lan         | 19               |                     |    |                     |                     |
|  | Thái Lan         | 19               |                     |    |                     |                     |
|  | Hồng Kông (PSO)  | 20               |                     |    |                     |                     |

### Tứ kết
| 5 tháng 10 15:00 | Báo cáo | Iran                                 | 13–6          | Singapore | Trung tâm Bơi lội & Lặn - Trung tâm Thể thao Hoàng Long, Hàng Châu Trọng tài: Ivan Raković (SRB) Kazuzo Moribayashi (JPN) |
| 5 tháng 10 15:00 | Báo cáo | Điểm số theo 15p: 2–2, 4–1, 2–2, 5–1 |               |           | Trung tâm Bơi lội & Lặn - Trung tâm Thể thao Hoàng Long, Hàng Châu Trọng tài: Ivan Raković (SRB) Kazuzo Moribayashi (JPN) |
| 5 tháng 10 15:00 | Báo cáo | Yazdankhah 5                         | Tỷ lệ ghi bàn | Koh 2     | Trung tâm Bơi lội & Lặn - Trung tâm Thể thao Hoàng Long, Hàng Châu Trọng tài: Ivan Raković (SRB) Kazuzo Moribayashi (JPN) |

| 5 tháng 10 16:30 | Báo cáo | Hàn Quốc                             | 8–15          | Kazakhstan | Trung tâm Bơi lội & Lặn - Trung tâm Thể thao Hoàng Long, Hàng Châu Trọng tài: David Gómez (ESP) Zhang Liang (CHN) |
| 5 tháng 10 16:30 | Báo cáo | Điểm số theo 15p: 1–3, 2–2, 3–4, 2–6 |               |            | Trung tâm Bơi lội & Lặn - Trung tâm Thể thao Hoàng Long, Hàng Châu Trọng tài: David Gómez (ESP) Zhang Liang (CHN) |
| 5 tháng 10 16:30 | Báo cáo | Han 3                                | Tỷ lệ ghi bàn | Ruday 4    | Trung tâm Bơi lội & Lặn - Trung tâm Thể thao Hoàng Long, Hàng Châu Trọng tài: David Gómez (ESP) Zhang Liang (CHN) |

| 5 tháng 10 19:00 | Báo cáo | Trung Quốc                           | 23–3          | Hồng Kông       | Trung tâm Bơi lội & Lặn - Trung tâm Thể thao Hoàng Long, Hàng Châu Trọng tài: Germán Moller (ARG) Viktor Salnichenko (KAZ) |
| 5 tháng 10 19:00 | Báo cáo | Điểm số theo 15p: 6–0, 5–1, 5–2, 7–0 |               |                 | Trung tâm Bơi lội & Lặn - Trung tâm Thể thao Hoàng Long, Hàng Châu Trọng tài: Germán Moller (ARG) Viktor Salnichenko (KAZ) |
| 5 tháng 10 19:00 | Báo cáo | Chen R., Peng 4                      | Tỷ lệ ghi bàn | three players 1 | Trung tâm Bơi lội & Lặn - Trung tâm Thể thao Hoàng Long, Hàng Châu Trọng tài: Germán Moller (ARG) Viktor Salnichenko (KAZ) |

| 5 tháng 10 20:30 | Báo cáo | Thái Lan                             | 2–23          | Nhật Bản | Trung tâm Bơi lội & Lặn - Trung tâm Thể thao Hoàng Long, Hàng Châu Trọng tài: Cheng Beng Guan (SGP) Tigran Simonyan (HKG) |
| 5 tháng 10 20:30 | Báo cáo | Điểm số theo 15p: 0–6, 1–7, 1–6, 0–4 |               |          | Trung tâm Bơi lội & Lặn - Trung tâm Thể thao Hoàng Long, Hàng Châu Trọng tài: Cheng Beng Guan (SGP) Tigran Simonyan (HKG) |
| 5 tháng 10 20:30 | Báo cáo | Chompoosang, Pimpapak 1              | Tỷ lệ ghi bàn | Takata 5 | Trung tâm Bơi lội & Lặn - Trung tâm Thể thao Hoàng Long, Hàng Châu Trọng tài: Cheng Beng Guan (SGP) Tigran Simonyan (HKG) |

### Bán kết hạng 5–8
| 6 tháng 10 15:00 | Báo cáo | Singapore                            | 9–6           | Thái Lan   | Trung tâm Bơi lội & Lặn - Trung tâm Thể thao Hoàng Long, Hàng Châu Trọng tài: Viktor Salnichenko (KAZ) Kazuzo Moribayashi (JPN) |
| 6 tháng 10 15:00 | Báo cáo | Điểm số theo 15p: 3–1, 3–1, 2–3, 1–1 |               |            | Trung tâm Bơi lội & Lặn - Trung tâm Thể thao Hoàng Long, Hàng Châu Trọng tài: Viktor Salnichenko (KAZ) Kazuzo Moribayashi (JPN) |
| 6 tháng 10 15:00 | Báo cáo | three players 2                      | Tỷ lệ ghi bàn | Pimpapak 2 | Trung tâm Bơi lội & Lặn - Trung tâm Thể thao Hoàng Long, Hàng Châu Trọng tài: Viktor Salnichenko (KAZ) Kazuzo Moribayashi (JPN) |

| 6 tháng 10 16:30 | Báo cáo | Hàn Quốc                             | 15–11         | Hồng Kông      | Trung tâm Bơi lội & Lặn - Trung tâm Thể thao Hoàng Long, Hàng Châu Trọng tài: Zhang Liang (CHN) Shahriar Assazedegan (IRI) |
| 6 tháng 10 16:30 | Báo cáo | Điểm số theo 15p: 4–3, 3–4, 6–0, 2–4 |               |                | Trung tâm Bơi lội & Lặn - Trung tâm Thể thao Hoàng Long, Hàng Châu Trọng tài: Zhang Liang (CHN) Shahriar Assazedegan (IRI) |
| 6 tháng 10 16:30 | Báo cáo | three players 3                      | Tỷ lệ ghi bàn | four players 2 | Trung tâm Bơi lội & Lặn - Trung tâm Thể thao Hoàng Long, Hàng Châu Trọng tài: Zhang Liang (CHN) Shahriar Assazedegan (IRI) |

### Bán kết
| 6 tháng 10 19:00 | Báo cáo | Iran                                 | 11–18         | Nhật Bản        | Trung tâm Bơi lội & Lặn - Trung tâm Thể thao Hoàng Long, Hàng Châu Trọng tài: Ivan Raković (SRB) David Gómez (ESP) |
| 6 tháng 10 19:00 | Báo cáo | Điểm số theo 15p: 2–4, 2–5, 4–5, 3–4 |               |                 | Trung tâm Bơi lội & Lặn - Trung tâm Thể thao Hoàng Long, Hàng Châu Trọng tài: Ivan Raković (SRB) David Gómez (ESP) |
| 6 tháng 10 19:00 | Báo cáo | Rostamian 4                          | Tỷ lệ ghi bàn | Adachi, Inaba 3 | Trung tâm Bơi lội & Lặn - Trung tâm Thể thao Hoàng Long, Hàng Châu Trọng tài: Ivan Raković (SRB) David Gómez (ESP) |

| 6 tháng 10 20:30 | Báo cáo | Kazakhstan                                    | 13–14         | Trung Quốc | Trung tâm Bơi lội & Lặn - Trung tâm Thể thao Hoàng Long, Hàng Châu Trọng tài: Georgios Stavridis (GRE) Germán Moller (ARG) |
| 6 tháng 10 20:30 | Báo cáo | Điểm số theo 15p: 3–2, 1–4, 3–2, 3–2 PSO: 3–4 |               |            | Trung tâm Bơi lội & Lặn - Trung tâm Thể thao Hoàng Long, Hàng Châu Trọng tài: Georgios Stavridis (GRE) Germán Moller (ARG) |
| 6 tháng 10 20:30 | Báo cáo | Akhmetov, Tsoy 3                              | Tỷ lệ ghi bàn | Zhang C. 6 | Trung tâm Bơi lội & Lặn - Trung tâm Thể thao Hoàng Long, Hàng Châu Trọng tài: Georgios Stavridis (GRE) Germán Moller (ARG) |

### Trận tranh hạng bảy
| 7 tháng 10 15:00 | Báo cáo | Thái Lan                                      | 19–20         | Hồng Kông        | Trung tâm Bơi lội & Lặn - Trung tâm Thể thao Hoàng Long, Hàng Châu Trọng tài: Kazuzo Moribayashi (JPN) Cheng Beng Guan (SGP) |
| 7 tháng 10 15:00 | Báo cáo | Điểm số theo 15p: 1–3, 4–3, 3–1, 3–4 PSO: 8–9 |               |                  | Trung tâm Bơi lội & Lặn - Trung tâm Thể thao Hoàng Long, Hàng Châu Trọng tài: Kazuzo Moribayashi (JPN) Cheng Beng Guan (SGP) |
| 7 tháng 10 15:00 | Báo cáo | Pimpapak 5                                    | Tỷ lệ ghi bàn | Cheng HM, Choi 6 | Trung tâm Bơi lội & Lặn - Trung tâm Thể thao Hoàng Long, Hàng Châu Trọng tài: Kazuzo Moribayashi (JPN) Cheng Beng Guan (SGP) |

### Trận tranh hạng năm
| 7 tháng 10 16:30 | Báo cáo | Singapore                            | 10–8          | Hàn Quốc | Trung tâm Bơi lội & Lặn - Trung tâm Thể thao Hoàng Long, Hàng Châu Trọng tài: Viktor Salnichenko (KAZ) Zhang Liang (CHN) |
| 7 tháng 10 16:30 | Báo cáo | Điểm số theo 15p: 3–3, 3–3, 1–1, 3–1 |               |          | Trung tâm Bơi lội & Lặn - Trung tâm Thể thao Hoàng Long, Hàng Châu Trọng tài: Viktor Salnichenko (KAZ) Zhang Liang (CHN) |
| 7 tháng 10 16:30 | Báo cáo | Koh, Yu 2                            | Tỷ lệ ghi bàn | Gwon 3   | Trung tâm Bơi lội & Lặn - Trung tâm Thể thao Hoàng Long, Hàng Châu Trọng tài: Viktor Salnichenko (KAZ) Zhang Liang (CHN) |

### Tranh huy chương đồng
| 7 tháng 10 19:00 | Báo cáo | Iran                                          | 9–10          | Kazakhstan        | Trung tâm Bơi lội & Lặn - Trung tâm Thể thao Hoàng Long, Hàng Châu Trọng tài: Ivan Raković (SRB) Germán Moller (ARG) |
| 7 tháng 10 19:00 | Báo cáo | Điểm số theo 15p: 3–2, 1–2, 2–0, 1–3 PSO: 2–3 |               |                   | Trung tâm Bơi lội & Lặn - Trung tâm Thể thao Hoàng Long, Hàng Châu Trọng tài: Ivan Raković (SRB) Germán Moller (ARG) |
| 7 tháng 10 19:00 | Báo cáo | Yazdankhah 3                                  | Tỷ lệ ghi bàn | Marković, Ruday 3 | Trung tâm Bơi lội & Lặn - Trung tâm Thể thao Hoàng Long, Hàng Châu Trọng tài: Ivan Raković (SRB) Germán Moller (ARG) |

### Tranh huy chương vàng
| 7 tháng 10 20:30 | Báo cáo | Nhật Bản                             | 11–7          | Trung Quốc | Trung tâm Bơi lội & Lặn - Trung tâm Thể thao Hoàng Long, Hàng Châu Trọng tài: Georgios Stavridis (GRE) David Gómez (ESP) |
| 7 tháng 10 20:30 | Báo cáo | Điểm số theo 15p: 1–0, 4–1, 4–4, 2–2 |               |            | Trung tâm Bơi lội & Lặn - Trung tâm Thể thao Hoàng Long, Hàng Châu Trọng tài: Georgios Stavridis (GRE) David Gómez (ESP) |
| 7 tháng 10 20:30 | Báo cáo | Inaba 3                              | Tỷ lệ ghi bàn | Chen Z. 3  | Trung tâm Bơi lội & Lặn - Trung tâm Thể thao Hoàng Long, Hàng Châu Trọng tài: Georgios Stavridis (GRE) David Gómez (ESP) |

## Bảng xếp hạng cuối cùng
| Thứ hạng | Quốc gia   |
| -------- | ---------- |
| 1        | Nhật Bản   |
| 2        | Trung Quốc |
| 3        | Kazakhstan |
| 4        | Iran       |
| 5        | Singapore  |
| 6        | Hàn Quốc   |
| 7        | Hồng Kông  |
| 8        | Thái Lan   |

|  | Đủ điều kiện tham dự Thế vận hội Mùa hè 2024 |